# 駐錫金政務官

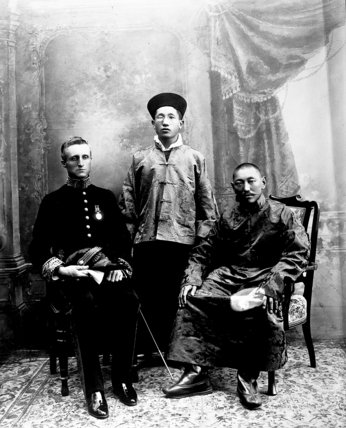
1910年，十三世达赖喇嘛（右）、駐錫金政務官查尔斯·阿尔弗雷德·贝尔（左）、锡金却嘉锡东祖古南嘉在英属印度加尔各答合影。

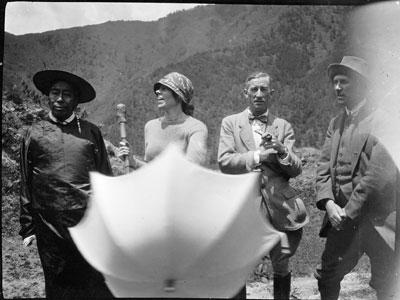
1927年駐錫金政務官弗雷德里克·馬士曼·貝里夫婦在亞東代本家午餐合影

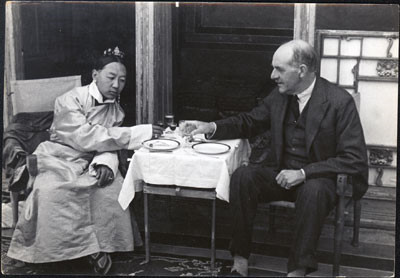
1936年駐錫金政務官巴茲爾·古德與噶廈司倫朗顿·贡嘎旺秋在拉薩德吉林卡共進午餐

駐錫金政務官（英語：Political officer in Sikkim），也譯為駐錫金政治專員、駐錫金行政專員、駐錫金行政長官，是從1889年到1975年駐錫金王國的政務官。從1889年到1947年印度獨立之前的時期，此官員代表大英帝國駐錫金，印度獨立之後代表印度駐錫金，直到1975年錫金王國在公民投票後成為印度的第22個邦為止。此官員負責大英帝國及印度與錫金王國、不丹王國、西藏的關係，維護大英帝國與印度在喜馬拉雅山地區的利益，擔任該地區統治者的顧問，有時出任特使或大使。他也管轄英國駐西藏亞東、江孜、噶大克的商務代辦處及英國駐拉薩使團。

## 知名人物與貢獻
擔任駐錫金政務官的人有一些成為知名人物。當第十三世達賴喇嘛於1910年流亡到噶倫堡時，查尔斯·阿尔弗雷德·贝尔爵士與他建立了深厚的友誼，後來撰寫了《Portrait of a Dalai Lama》（馮其友漢譯為《十三世达赖喇嘛传》）。黎吉生有《西藏简史》等藏学论著约10部，兩人都成為知名的藏學家，黎吉生更被Alex McKay稱為「現代藏學研究之父」。巴茲爾·古德爵士與黎吉生合著幾本藏語教學手冊，如關於現代拉薩藏語的《Tibetan Word Book》。弗雷德里克·馬士曼·貝里於1913年到喜馬拉雅山區為印度測繪局繪製地圖，成為1914年西姆拉會議中麥克馬洪線的基礎；他此次探險證實了印度布拉馬普特拉河的上游是西藏的雅魯藏布江，發現的藍罌粟命名為Meconopsis baileyi以紀念他。

## 歷任官員
1888年英國錫金遠征後，隨軍設立駐紮官，駐錫金政務官开始由艾爾弗雷德·沃利斯·保爾與約翰·克勞德·懷特擔任正副職。1889年起成為常設官職，歷任官員如下表（斜體日期表示事實上連任）：:29-30
| 任數             | 姓名                                                        | 任期                            | 外語             | 附註                       |
| 英國駐錫金政務官 | 英國駐錫金政務官                                            | 英國駐錫金政務官                | 英國駐錫金政務官 | 英國駐錫金政務官           |
| ---------------- | ----------------------------------------------------------- | ------------------------------- | ---------------- | -------------------------- |
| 1                | 約翰·克勞德·懷特（又译惠德）                                | 1889年 – 1908年4月              | 藏语、汉语       |                            |
| 2                | 查爾斯·阿爾弗雷德·貝爾（又译柏尔、白尔）                    | 1906年9月 – 1907年1月           | 精通藏语         | 代理懷特                   |
| 3                | 查爾斯·阿爾弗雷德·貝爾                                      | 1908年4月 – 1918年4月           |                  |                            |
| 4                | 詹姆士·萊斯里·羅斯·魏爾中校（英語：James Leslie Rose Weir，又译维尔，1883年-？）  | 1911年8月10日 – 1911年11月8日   |                  | 第一次（代理貝爾）         |
| 5                | 巴茲爾·古德（又译顾德、古尔德）                             | 1913年10月13日 – 1914年10月5日  | 精通藏语         | 代理貝爾                   |
| 6                | 威廉·拉赫蘭·坎貝爾少校（英語：William Lachlan Campbell，又译康培尔，1880年–1937年） | 1918年4月 – 1920年1月           | 藏语             | 代理到1919年3月            |
| 7                | 查爾斯·阿爾弗雷德·貝爾                                      | 1920年1月 – 1920年12月          |                  | 第二次                     |
| 8                | 約翰·巴特利（英語：John Bartley）                                       | 1920年12月7日 – 1921年1月24日   |                  | 代理前往拉薩的貝爾         |
| 9                | 威廉·鄂康诺（又译歐康納、奥康纳、卧克纳、额康诺）           | 1921年1月 – 1921年3月           | 精通藏语         | 代理                       |
| 10               | 大衛·麥克唐納                                               | 1921年3月 – 1921年6月18日       | 精通藏语         |                            |
| 11               | 弗雷德里克·馬士曼·貝里（又译贝利）                          | 1921年6月19日 – 1926年6月6日    | 精通藏语         | 第一次                     |
| 12               | 弗雷德里克·威廉姆森（又译威廉逊）                           | 1926年6月7日 – 1926年12月16日   |                  | 第一次（代理）             |
| 13               | 弗雷德里克·馬士曼·貝里                                      | 1926年12月16日 – 1928年10月16日 |                  | 第二次                     |
| 14               | 詹姆士·萊斯里·羅斯·魏爾中校                                 | 1928年10月16日 – 1931年4月2日   |                  | 第二次                     |
| 15               | 弗雷德里克·威廉姆森                                         | 1931年4月3日 – 1931年8月        |                  | 第二次（代理）             |
| 16               | 詹姆士·萊斯里·羅斯·魏爾中校                                 | 1931年11月5日 – 1933年1月3日    |                  | 第三次                     |
| 17               | 弗雷德里克·威廉姆森                                         | 1933年1月4日 – 1935年11月17日   |                  | 第三次，任內病逝於拉薩     |
| 18               | 贝蒂（英語：Richmond Keith Molesworth Battye）                                              | 1935年11月18日 – 1935年12月22日 |                  | 代理                       |
| 19               | 巴茲爾·古德                                                 | 1935年12月22日 – 1937年5月      |                  | 第一次                     |
| 20               | 黎吉生（又译理查逊）                                        | 1937年5月 – 1937年11月          | 精通藏语         | 代理                       |
| 21               | 巴茲爾·古德                                                 | 1937年11月 – 1945年6月          |                  | 第二次。1941年受封為爵士。 |
| 22               | 亞瑟·約翰·霍普金森（英語：Arthur John Hopkinson）                                | 1945年6月 – 1947年8月14日       | 藏语             |                            |
| 印度駐錫金政務官 |                                                             |                                 |                  |                            |
| 23               | 亞瑟·約翰·霍普金森                                          | 1947年8月15日 – 1948年          |                  | 連任                       |
| 24               | 赫里什沃爾·德耶爾（英語：Harishwar Dayal）                                 | 1948年 – 1952年                 |                  |                            |
| 25               | 伯爾拉傑·克里希納·克普爾                                    | 1952年3月 – 1955年              |                  |                            |
| 26               | 阿帕·帕爾舒勒姆·勞·彭特（英語：Apa Parshuram Rao Pant）                           | 1955年 – 1961年                 |                  |                            |
| 27               | 因德爾·傑特·巴哈杜爾·辛格（英語：Inder Jeet Bahadur Singh）                         | 1961年10月23日 – 1963年12月     |                  |                            |
| 28               | 阿瓦塔爾·辛格                                               | 1964年 – 1966年                 |                  |                            |
| 29               | 文生·赫伯特·科賀                                            | 1966年 – 1967年6月21日          |                  |                            |
| 30               | 內德耶姆·巴拉錢德倫·門農（英語：Nedyam Balachandran Menon）                          | 1967年7月3日 – 1970年5月        |                  |                            |
| 31               | 因德爾·森·喬普拉                                            | 1970年 – 1972年7月              |                  |                            |
| 32               | 卡亞蒂亞尼·尚卡爾·巴傑派（英語：Kayatyani Shankar Bajpai）                          | 1972年 – 1974年                 |                  |                            |
| 33               | 古爾巴琴·辛格                                               | 1974年 – 1975年5月16日          |                  |                            |

## 官邸
首任駐錫金政務官約翰·克勞德·懷特出身土木工程師，他上任後在錫金首都甘托克選了一塊75英畝的森林地建造官邸（英語：British Residency），建築外觀是維多利亞式小屋，內部裝潢也是維多利亞式，於1890年耶誕節前完工，屋外開闢了花園與大片草地，向西北可以看到世界第三高峰干城章嘉峰的壯麗山景。官邸與錫金卻嘉王宮有水泥路相連，但官邸位於比王宮高的山脊上，俯視王宮，象徵懷特對兩者關係的看法。它是當地英國人的社交中心，錫金卻嘉圖多南嘉及其夫人曾參加官邸的花園宴會，卻嘉夫人據說是官邸的常客。錫金併入印度後，官邸成為錫金邦長官邸，改稱Raj Bhavan。官邸風景優美，繼任政務官的巴茲爾·古德爵士稱讚它「也許是全印度最有吸引力的中型住宅」，現為甘托克旅遊景點之一。

## 外部連結
- 梁忠翠.  (PDF) (博士学位论文). 北京师范大学. 2015年5月  [2017-11-01]. （原始内容存档于2017-11-07）. （页面存档备份，存于）
- Margaret D. Williamson; John Snelling.  (PDF). Wisdom Publications. 1987-06-01  [2017-10-30]. ISBN 978-0861710560. （原始内容存档于2019-06-06）. （页面存档备份，存于）（英文）
- . 大英圖書館.   [2017-10-30]. （原始内容存档于2018-08-01）. （页面存档备份，存于）（英文）